# 치산효령로
치산효령로(Chisanhyoryeong-ro)는 대한민국의 경상북도 영천시 신녕면에서 시작하여, 대구광역시 군위군 효령면을 거쳐 연결하는 도로이다.

## 노선 경로
전 구간 지방도 제919호선에 속하므로 이 노선에 대한 별도 표기는 생략한다.
| 이름                                 | 접속 노선                                            | 소재지 | 소재지 | 비고                           |
| ------------------------------------ | ---------------------------------------------------- | ------ | ------ | ------------------------------ |
| 신령삼거리                           | 지방도 제919호선 (장수로)                            | 영천시 | 신녕면 |                                |
| 화산교 왕산교 부산교                 |                                                      | 영천시 | 신녕면 |                                |
| 백학교                               |                                                      | 군위군 | 산성면 |                                |
| 백학삼거리                           | 국가지원지방도 제79호선 (산성가음로)                 | 군위군 | 산성면 | 국가지원지방도 제79호선과 중복 |
| 부계 교차로                          | 국가지원지방도 제79호선 (팔공산터널로) 한티로 부흥로 | 군위군 | 부계면 | 국가지원지방도 제79호선과 중복 |
| 동군위 나들목                        | 301호선 상주영천고속도로                             | 군위군 | 부계면 |                                |
| 부계초등학교                         |                                                      | 군위군 | 부계면 |                                |
| 신화교                               |                                                      | 군위군 | 부계면 |                                |
| 경북농민사관학교                     |                                                      | 군위군 | 효령면 |                                |
| 내통교                               | 화계봉산길                                           | 군위군 | 효령면 |                                |
| 금매교                               |                                                      | 군위군 | 효령면 |                                |
| 효령초등학교 효령면사무소 효령우체국 |                                                      | 군위군 | 효령면 |                                |
| 효령삼거리                           | 국도 제5호선 (경북대로)                              | 군위군 | 효령면 |                                |

## 주요 건물 및 시설
- 부계초등학교 - 대구광역시 군위군 부계면 치산효령로 1376
- 부계보건진료소 - 대구광역시 군위군 부계면 치산효령로 1398-4
- 경북농민사관학교 - 대구광역시 군위군 효령면 치산효령로 1610
- 경북농업마이스터대학 - 대구광역시 군위군 효령면 치산효령로 1610
- 경북대친환경농업교육연구센터 - 대구광역시 군위군 효령면 치산효령로 1610
- 효령파출소 - 대구광역시 군위군 효령면 치산효령로 2383
- 효령초등학교 - 대구광역시 군위군 효령면 치산효령로 2386
- 효령정류장 - 대구광역시 군위군 효령면 치산효령로 2387
- 하나로마트 효령농협 - 대구광역시 군위군 효령면 치산효령로 2396
- 효령면 행정복지센터 - 대구광역시 군위군 효령면 치산효령로 2400
- 호령면보건지소 - 대구광역시 군위군 효령면 치산효령로 2402
- 효령우체국 - 대구광역시 군위군 효령면 치산효령로 2407